# سیرسلبن
سیرسلبن (به آلمانی: Siersleben) یک منطقهٔ مسکونی در آلمان است که در گرب‌اشتت واقع شده‌است. سیرسلبن ۱٬۴۷۲ نفر جمعیت دارد.